# Хајфил (Арканзас)
Хајфил (енгл. Highfill) град је у америчкој савезној држави Арканзас.

## Демографија
По попису из 2010. године број становника је 583, што је 204 (53,8%) становника више него 2000. године.
| Група             | 2000.       | 2010.       |
| Белци             | 349 (92,1%) | 526 (90,2%) |
| Афроамериканци    | 0 (0,0%)    | 6 (1,0%)    |
| Азијати           | 4 (1,1%)    | 3 (0,5%)    |
| Хиспаноамериканци | 4 (1,1%)    | 19 (3,3%)   |
| Укупно            | 379         | 583         |